# Мирко Башић
Мирко Башић (Бјеловар, 14. септембар 1960) бивши је хрватски и југословенски рукометаш.

## Каријера
Рођен је 14. септембра 1960. године у Бјеловару. Играо је на позицији голмана, био је члан златне југословенске олимпијске генерације из Олимпијских игара у Лос Анђелесу 1984. године и има бронзу у Сеулу 1988. године. Освојио је титулу светског шампиона у Швајцарској 1986. године.
Био је члан чувене генерације шабачке Металопластике са којом је освојио седам титула у првенству и две титуле првака Европе (1985. и 1986).
Са репрезентацијом Хрватске осваја злато на Медитеранским играма 1993. године. Једно време је радио као тренер голмана у репрезентацији.